# Pierre Morel-Danheel

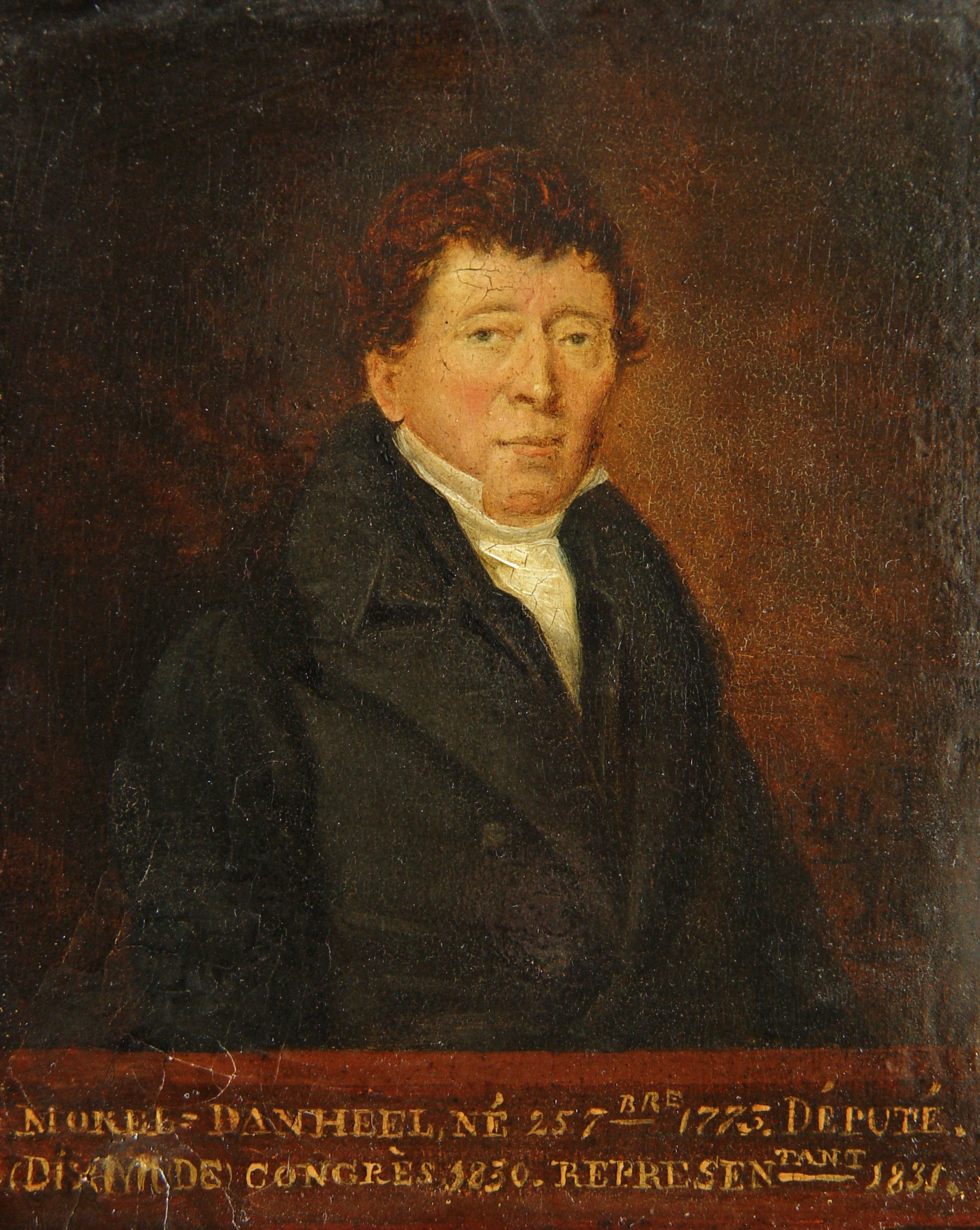
Pierre Morel-Danheel, geschilderd portret, schilder onbekend, privébezit

Pierre-François Morel-Danheel (Zandvoorde, 25 september 1773 - Diksmuide, 13 maart 1856) was lid van het Belgisch Nationaal Congres.

## Levensloop
Morel stamde uit een familie die al voor de Franse Revolutie in 1789 hoofdzakelijk in en rond de taalgrensdorpen Houthem, Waasten, Hollebeke en Zandvoorde ("Institut Morel") woonde en vele kosters en schoolmeesters voortbracht. Sommigen werden priester. We vinden Morels als leraar of principaal zowel in katholieke als andere onderwijsinstellingen in Menen, Ieper, Roeselare, Veurne en Brugge. Door hun "unionistisch" pragmatisme en vrij ondernemerschap is het soms moeilijk om de Morels een scherp afgelijnde plaats te geven in de politieke tegenstellingen en grote maatschappelijke veranderingen van hun tijd, zowel qua verhouding kerk-staat als op onderwijs- en taalgebied.
Hij was de zoon van Gilles Morel (Hollebeke 1737- Zandvoorde 1815) en Marie Bille (1747-1821), die in Zandvoorde gingen wonen, waar Gilles bekend stond als landbouwer en klerk (waarschijnlijk koster of schoolmeester, in de lijn van de familietraditie). In het gezin Morel-Bille waren 3 kinderen. Naast Pierre Morel waren het Catherine Morel (1771-1845), die huwde met Jean-Baptiste Brel  en Jean-Baptiste Morel (1775-1841) die huwde met Marie-Anne Laumosnier. Deze Jean-Baptiste was 50 jaar schoolmeester en 25 jaar koster in Zandvoorde.
Pierre Morel trouwde op 7 maart 1796 met Marie-Elisabeth Danheel (1773-1848) uit Waasten. Ze hadden tien kinderen, van wie de helft vroeg stierf. Vijf bereikten de volwassen leeftijd:
- Maria of soeur Gertrude van de 'Soeurs de Notre-Dame' (1802 - Namen, 25 oktober 1831).
- Antonia of soeur Antoinette, van de 'Soeurs de la Présentation de Marie' (17 november 1803 - Sint-Eloois-Winkel, in de pastorie, 11 december 1879).
- Maria Begga Joanna Francisca (9 januari 1806 - Diksmuide, 2 mei 1890). Ze trouwde in Diksmuide op 11 september 1833 met Gustave Vander Belen (1807). Hij was een zoon van vrederechter (Leuven) Michel van der Belen (Leuven, 13 augustus 1770 - 11 april 1844), die lid werd van de Belgische Constituante en volksvertegenwoordiger tot aan zijn dood. Hij was derhalve een collega en goede bekende van Pierre-François Morel. Het huwelijk bleef kinderloos.
- François, priester en jezuïet (8 mei 1808 - 27 juli 1877).
- Fidèle (11 november 1809 - 27 augustus 1891), priester.

Van 1796 tot 1831, leidde Pierre Morel-Danheel een kostschool voor lager en middelbaar onderwijs (pensionnat Morel-Danheel) in Diksmuide, waar een van de leerlingen Johan Joseph Faict (1813-1894) was, die later bisschop van Brugge werd. In 1826-27 bleef Ferdinand Van de Putte (1807-1882), die de middelbare school in die instelling had beëindigd, er als studiemeester-onderwijzer werken. Ook toekomstige liberale voormannen zoals Pierre De Breyne en dokter Auguste Woets (1800-1879) waren leerling in deze kostschool. 
Het pensionaat Morel-Danheel speelde een rol in de ontwikkeling van de Diksmuidse scholen in de 19de eeuw. Nadien zou Morel ook handel gedreven hebben. Hij werd gemeenteraadslid in Diksmuide (1837-1856) en was waarnemend vrederechter (1832-1856). Hij was ook voorzitter van de kerkfabriek van Diksmuide.

## Constituant en volksvertegenwoordiger
In 1830 werd hij met Victor Buylaert verkozen tot lid van het Nationaal Congres voor het arrondissement Diksmuide. 
Hij nam in het Congres eenmaal uitgebreid het woord, in de stevige discussie die de vrijheid van onderwijs betrof. Het meningsverschil liep hoog op over de mogelijkheid dat de overheid "surveillance" (toezicht) zou kunnen uitoefenen op de onderwijsinstellingen. Onderwijsvrijheid was meer dan heilig voor hem en hij was voorstander van verwijdering van dit woord. Het was de vrijmetselaar Pierre Van Meenen die met een amendement de verwijdering voorstelde en Morel ondersteunde dit. Uiteindelijk haalde zijn zienswijze gelijk, met een heel nipte meerderheid. De stemming gebeurde allerminst katholieken tegen liberalen, want bij de tegenstemmers behoorden zowel tien priesters, als Paul Devaux, Van Meenen en anderen die zeker niet als klerikalen konden worden bestempeld.
Bij de verkiezing voor een staatshoofd, stemde hij in de eerste fase voor de hertog van Leuchtenberg, die de minst aan Frankrijk welgevallige kandidaat was. Hij nam geen deel aan de stemming waarbij Surlet de Chokier tot regent werd verkozen en stemde in de latere discussiefase voor Leopold van Saksen-Coburg als staatshoofd. Hij stemde ook, zoals de grote meerderheid (161 stemmen tegen 28), voor de eeuwigdurende uitsluiting van de Oranje-Nassaus van eender welke machtspositie in België.
Van 1831 tot 1845 was hij volksvertegenwoordiger voor het arrondissement Diksmuide. Hij nam hoogst zelden het woord. De enige keer dat het om een belangrijk punt ging, was toen hij zich voorstander verklaarde om het Verdrag van de XXIV artikelen goed te keuren.

## Fideel Morel
Fidelis Martinus Ludovicus Morel (Diksmuide, 11 november 1809 - Waregem, 27 augustus 1891), zoon van het echtpaar Morel-Danheel, trad in het Gentse seminarie en werd op 22 december 1832 tot priester gewijd. Hij werd poësisleraar in Brugge en in Poperinge en werd in 1839 'principaal' van het college van Veurne. In 1851 werd hij pastoor in Kerkhove en in 1858 in Sint-Eloois-Winkel. In 1885 nam hij ontslag en ging in Waregem met rust, waar hij ook overleed.

## Franciscus Morel
Franciscus Joannes Jacobus Morel (Diksmuide, 8 mei 1808 - 27 juli 1877) studeerde in Fribourg (Zwitserland), samen met Pieter de Decker en Jules Malou. Terug in België trad hij in het seminarie van het bisdom Gent en werd op 22 december 1832, samen met zijn jongere broer Fideel en met zijn neef Prosper Morel, tot priester gewijd. Hij was gedurende een paar jaar leraar wijsbegeerte aan het Klein Seminarie in Roeselare. Hij trad vervolgens in bij de Sociëteit van Jezus, maar volhardde niet. Het kunnen gezondheidsproblemen zijn die hem deden terugkeren naar de diocesane seculiere geestelijkheid. Hij verbleef voortaan in Diksmuide, waar hij als 'habituant' of hulppriester dienst verrichtte. Hij was er ook medestichter van de lokale afdeling van de Broederschap Franciscus-Xaverius, die zich inzette voor de volksjeugd. Hij werd in 1873 door blindheid getroffen en overleed toen hij 69 was. Op het doodsprentje werd vermeld: Ik heb ellendige maanden gehad en pijnlijke nachten geteld. De lijkrede die bij zijn graf werd uitgesproken door de eerwaarde heer De Brabandere, directeur van de Franciscus-Xaveriusvereniging, was zeer lovend, zowel voor hem als voor zijn ouders en werd gepubliceerd in Rond den Heerd.

## Verwanten
Een van de, eerder verre, verwanten van Pierre Morel was de 21ste bisschop van Gent, Lodewijk-Jozef Delebecque (1798-1864), zoon van het echtpaar Delebecque-Joye en schoonbroer van het echtpaar Lodewijk-Frans Morel en Catharina Delebecque. Dit echtpaar had als zoon de vertrouwensman van de bisschop, Mgr. Prosper Morel (1809-1878). De uitgetreden Brugse priester Benoît Beeckman was een van de vijanden van beide geestelijken en schreef heftig tegen hen in zijn Brugse krant, Het Brugse Vrije en in pamfletten.
Een meer rechtstreekse verwant was de schoolmeester Jean-Baptiste Morel (1770-1841) (hij en Pierre Morel waren achterkleinzoons van Louis Morel-Dilliez, via verschillende vaders en grootvaders), die getrouwd was met Catherine Danheel (1778-1828), een zus van Marie-Thérèse Danheel.
Een andere Jean-Baptiste Morel (Hollebeke, 1732 - Zandvoorde, 1806) was de broer van Gilles Morel, beiden zoons van Louis Morel, klerk-schoolmeester in Zandvoorde. Deze Jean-Baptiste huwde met Marie-Jeanne Six en was tijdens de Franse tijd "officier publique" voor de burgerlijke stand. Hij was tevens onderwijzer in Zandvoorde.

## Voetnoot
1. ↑   voorouders van de bekende 20ste-eeuwse zanger en cineast Jacques Brel